# Torrent de Sant Iscle
El torrent de Sant Iscle és un curs d'aigua del Vallès Occidental afluent per la dreta de la riera de Sant Cugat. Neix al vessant oriental del Turó d'en Fotja (Collserola) i recull les aigües de la Serra d'en Ferrer, de la Serra de la Ventosa i de la Serra de Llagat, així com les del seu afluent, el torrent de Can Catà. A prop de Can Codina el torrent de Can Coll i el torrent de Sant Iscle s'uneixen al torrent de Canaletes que aboca per la dreta a la riera de Sant Cugat.